# Presidente Vargas, Maranhão
Presidente Vargas este un oraș în unitatea federativă Maranhão (MA), Brazilia.